# Paschatherium
Il paschaterio (gen. Paschatherium) è un mammifero estinto forse appartenente agli afroteri. Visse nel Paleocene e nell'Eocene inferiore (circa 57 – 50 milioni di anni fa) e i suoi resti fossili sono stati ritrovati in Europa. 

## Descrizione
Questo animale era di piccole dimensioni e doveva essere poco più grande di un ratto. La dentatura di Paschatherium era molto simile a quella degli insettivori erinaceomorfi come Adapisorex; le zampe di questo animale erano adattate ad arrampicarsi, come mostra in particolare la morfologia delle ossa del tarso. L'aspetto generale di Paschatherium doveva essere abbastanza simile a quello di un odierno scoiattolo.

## Classificazione
Paschatherium è classicamente noto come un rappresentante dei condilartri, un gruppo (ora considerato parafiletico) di mammiferi arcaici che sono stati spesso considerati come i possibili antenati di numerosi ordini più specializzati. Questo animale è stato a volte ascritto alla famiglia degli iopsodontidi, comprendente piccoli mammiferi arboricoli e terricoli. Paschatherium è particolarmente interessante poiché alcune sue caratteristiche morfologiche lo avvicinerebbero a un grande gruppo di mammiferi di origine africana, gli afroteri, e in particolare ai tetiteri, ovvero gli afroteri che comprendono tra gli altri elefanti, lamantini e procavie. In particolare, l'anatomia delle ossa tarsali di Paschatherium lo avvicinerebbe alle procavie, i tetiteri con una conformazione delle zampe piuttosto primitiva. Si suppone quindi che Paschatherium potrebbe essere stato vicino all'origine di un gruppo di mammiferi molto diversificato, che ha lasciato attualmente numerosi discendenti. Uno studio del 2012 ipotizza che questo animale possa essere uno dei più antichi rappresentanti dei macroscelidi, un gruppo di afroteri attualmente rappresentati dai toporagni elefante (Hooker e Russell, 2012).
Paschatherium è stato descritto per la prima volta nel 1963 da Russell, ed è conosciuto per varie specie diffuse in gran parte d'Europa: molti fossili sono stati ritrovati in Francia, Belgio, Spagna e Portogallo. Tra le numerose specie si ricordano Paschatherium russelli, P. dolloi, P. sjongersi, P. marianae, P. levei e P. plaziati.

## Paleobiologia
Probabilmente Paschatherium poteva spostarsi agilmente sia sul terreno che sugli alberi; l'adattamento a uno stile di vita arboricolo implica che questo animale poteva arrampicarsi e correre sugli alberi, nutrendosi di una notevole gamma di cibi, tra cui insetti e frutti. 